# 日本殉情伝 おかしなふたり ものくるほしきひとびとの群
『日本殉情伝 おかしなふたり ものくるほしきひとびとの群』（にほんじゅんじょうでん おかしなふたり ものくるおしきひとびとのむれ）は、1988年公開の日本映画。

## あらすじ
借金の取り立て屋である室田（三浦友和）と、その妻夕子（南果歩）のもとに、流れ者の一発屋である山倉（竹内力）が迷い込んでくる。そこに刑務所帰りの成田（永島敏行）が現れる。成田は室田の幼なじみであった…。

## キャスト
- 山倉修：竹内力
- 室田幸男：三浦友和
- 室田夕子：南果歩
- 成田和美：永島敏行
- 正田紅子：正力愛子
- 正田仁佐衛門：大泉滉
- 着流しの男：峰岸徹
- 口笛を吹く殺し屋：尾美としのり
- おたか：宮城千賀子
- 水城龍太郎：水島道太郎
- 河童 : 栩野幸知
- 浜の勝蔵 : 広瀬正一
- さやか : 浅川奈月

## スタッフ
- 編集・監督：大林宣彦
- 原作：やまさき十三、さだやす圭（「おかしな2人」）
- 脚本：剣持亘、小倉洋二、薩谷和夫、大林宣彦
- 撮影：長野重一
- 照明：望月英樹
- 音楽：KAN
- 美術：薩谷和夫

## 製作
当初は中森明菜主演の併映作として、東宝の配給でゴールデンウィークに公開される予定であった。しかし、中森の降板によって中止となり、この映画もクランクイン間近に製作中止の事態に追い込まれることになる。プロデューサーの山本又一朗が「大林さん、予算の半額ならぼくポケットマネーあるから」との申し出を受け、大林も「映画を途中でやめてしまうことは、ひとの人生を変えてしまうことだ」と中止にはせず、配給も公開も未定のまま予算を3分の2に縮小して製作された。

### 脚本
本作は1952、3年頃大流行した歌謡曲『上海帰りのリル』を大林が発見したことによって成立した。同曲は同じタイトルで映画化もされたが、主演の水島道太郎は「映画界での私の役目は終わった」という名言を残して伊豆の大島に引退していたが、三願の礼をもって出演を依頼した。
原作はやまさき十三、さだやす圭の漫画『おかしな2人』で、原色を強調した衣装などにコミック色が残るが、映画はストーリーが大幅に変更されほとんどオリジナルである。映画をめぐる全てのエピソードは原作にはない。また、成ちゃん・夕子・山倉の子供時代のエピソードも原作になく、室ちゃんのそれも大きく改変されている。原作はマネーゲームが展開したり、ヘリが飛んだりするスケールの大きな話であるが、前述のように予算が減らされた関係から、ヒロインの夕子だけを取り出して"夕子かなしむ"という副題をつけ、夕子を取り囲む登場人物の感情を出すことで、そのものくるほしき感情が織りなされて、映画全体を紡いでいく極めて小品の、それだけに想いのこもった映画になった。脚本を大林が高熱の中一気に書き上げた。

### キャスティング
三浦友和とのダブル主演である竹内力は、それまで大阪で三和銀行の社員をしていたが、役者になりたいと一念発起してオートバイで東京に出て来た。この話を聞いた大林監督が竹内をすっかり気に入って「この映画に出るのはキミの運命だ」と主役に抜擢した。「大林の名前を貰って、芸名は大林力に」という案をあったが「一生大林を引きずって生きるのはかわいそうだ」と大林が断った。尾道関連映画の中の大林の分身は尾美としのりが多いが、本作では竹内がそれを演じている。最初は竹内をスターにしようというプロジェクトで、好青年スター時代の竹内を観ることが出来る。三浦は同じ事務所・テアトル・ド・ポッシュからデビューする竹内へのご祝儀としての助演だった。しかし大林が脚本を書いているうちに、語り部である竹内は脇に回り、語られる存在である三浦が主役になってしまった。

### 撮影
そのため、通常は1か月以上かかるところを、わずか20日という短期間で撮影されている。その山本の「半分なら」の話に「凄いな」と感心したところ、通常秒速24コマを「じゃ、一秒12コマで撮ろう！」というアイデアを思いつき、全編コマを弄って撮っている。俳優には少しゆっくり動いてもらえば違和感はなくなると思ったが、しかし「俳優がゆっくり動いたら使うフィルムの量は同じじゃないか」と恭子プロデューサーに言われた。自身の凡ミスだったが、カメラテストで見たラッシュフィルムはまるでサイレント映画の風情で俳優の滑稽な動きが面白く、映画はとんでもないところからオリジナリティーが生まれるものと気付いた。
ヒロイン室田夕子(南果歩)は何度もヌードになる。
商業映画としては珍しく全編ドイツのアグファのフィルムで撮影されており、コダックともフジとも違う独特の鮮やかな色彩・色調が画面から見られる。

### 音楽
音楽は後に「愛は勝つ」を大ヒットさせるKANが担当。山本又一朗主宰のフィルムリンク・インターナショナルの関連会社に、当時KANが所属していたことから話が持ち込まれた。レコードデビューする以前の作曲で、KANにとってはプロとしての初仕事であった。予算がないため、全てシンセサイザーによる作曲で、録音は無料で使えたヤマハのスタジオで行った。サントラは当初発売されなかったが、大林宣彦サントラコレクションシリーズの中でCD化されている。（バップ、1998年発売）

## ロケ地
ロケーションは主に広島県尾道市で、主舞台である室田の事務所は窓の外に山陽本線が通る場所。劇中、右から左から電車が繰り返し画面を横切る。その他、松永、鞆の浦、三原、岡山県笠岡市でもロケが行われている。

## 興行
1986年6～7月に撮影されて完成していたが、配給会社が躊躇し1988年の公開まで1年以上長く公開されず、また単館での公開となった。撮影地である尾道では、1987年夏に行われた尾道映画祭で先行上映されている。

## 作品の評価
尾道＝大林映画の集大成ともいえる作品であるが、大林自身、本作を「救いようのない痛い映画、この映画のことを想うと、いつでも痛い、痛いという声が聞こえてくる」と表現している。「『転校生』から始まった真の意味での《A MOVIE》は、この映画の記憶と共に、スクリーンの彼方に消滅した」などと述べている。
行定勲は本作を「敬愛してやまない」と話しており、新人監督時代の1998年に「みちのく国際ミステリー映画祭」（現・もりおか映画祭）で、大林に声をかけ、いかに大林映画に影響を受け尾道をはじめとしたロケ地を巡ったかを伝えると、大林は近くのソファに座ろうと言い、そこから約2時間、行定に自ら大林映画を詳しく回顧してくれ、夢のような時間を過ごしたという。先述のフィルムを12コマで撮った話に、行定は「そんな瓢箪から駒が出たような奇跡の賜物こそ大林映画の本質だったと思う。私は、映画の自由さを教えられた」と述べている。

## エピソード
正式タイトルは『日本殉情伝 おかしなふたり ものくるほしきひとびとの群 夕子悲しむ』である。映画のイラストポスターを頼んだ和田誠や安西水丸の作風を「引き算」で都会的と大林は評し、自分自身は「足し算」の人間と話していたといわれ、本作はその長い映画のタイトルの最たるものである。

## リリース履歴
| 規格 | 発売日        | リリース                     | 品番       | 備考 |
| ---- | ------------- | ---------------------------- | ---------- | --- |
| VHS  | 1988年7月21日 | ポニーキャニオン             | V148F 1648 | |
| LD   | 1988年7月21日 | ポニーキャニオン             | G98F 0249  | |
| DVD  | 2001年8月24日 | パイオニアLDC                | PIBF-1032  | 「大林宣彦DVDコレクション」の1枚として初DVD化。 長野重一監修によるテレシネ・スクイーズ・ニューマスターを使用したデラックス版。  |
| DVD  | 2008年1月25日 | ジェネオンエンタテインメント | GNBD-1167  | 「大林宣彦DVDコレクションBOX 第弐集≪青春の想ひ出≫」にて、『青春デンデケデケデケ』『はるか、ノスタルジィ』と共に収められている。 |